# Hugo Meixner
Hugo Franz Alfred Meixner (* 9. Januar 1863; † 5. Oktober 1935) war ein deutscher Arzt und Leiter des Medizinalwesens in Deutsch-Ostafrika.

## Leben
Meixner studierte von 1882 bis 1889 an den Universitäten Berlin, Halle und Rostock Medizin. 1890 approbierte er und wurde Militärarzt in der Preußischen Armee. Ab 1901 diente er in der Schutztruppe für Deutsch-Ostafrika, 1903 wurde er ihr Chefarzt und als Medizinalreferent des Gouvernements auch Leiter des Medizinalwesens in Deutsch-Ostafrika. Er leitete außerdem als Nachfolger von Werner Steuber (1901–1905) das Kaiserliche Gouvernements-Krankenhaus in Daressalam. Seine besonderen Verdienste liegen in der  Seuchenbekämpfung und Seuchenabwehr. 

## Schriften
- Beiträge zur Kenntnis der Lepra in Deutsch-Ostafrika
- Die Bekämpfung der Schlafkrankheit, veröffentlicht anlässlich des Deutschen Kolonialkongresses, 1910
- Anweisungen für Truppenküchen,  im Auftrag der Etappen-Inspektion 6, 1918